# Cazals-des-Baylès
Cazals-des-Baylès település Franciaországban, Ariège megyében. Lakosainak száma 56 fő (2022. január 1.). Cazals-des-Baylès Malegoude, Mirepoix, Moulin-Neuf, Roumengoux, Seignalens és Val-de-Lambronne községekkel határos.

## Népesség
A település népességének változása:
| Lakosok száma | 50   | 37   | 31   | 38   | 52   | 55   | 56   | 57   | 56   | 56   |
|               | 1968 | 1982 | 1990 | 2006 | 2013 | 2015 | 2017 | 2019 | 2020 | 2022 |